# Jakob Åkerhielm (1701–1759)
Jakob Åkerhielm, född 10 maj 1701 på Bergsäng, död 21 maj 1759 i Stockholm, var en svensk advokat.
Han var son till bergmästaren Jakob Hertzen och Elisabet de Besche (1679-1760) som var dotter till bruksägaren Gillis de Besche (1624-1709). Åkerhielm var gift första gången 1730 med Margareta Elisabet Dahlborg (död 1740) som var dotter till kaptenen Carl Dahlborg och från 1753 gift med Maria Magdalena Dahlberg (1724-1766). Han blev far till fem barn.
Åkerhielm blev student vid Uppsala universitet 1717, han var därefter verksam som vice häradshövding innan han etablerade sig som advokat i Stockholm. Han utgav bland annat Sveriges rikes lag, ställd i alexandrinsk vers 1748.